# Canton d'Évreux-Ouest
Le canton d'Évreux-Ouest est une ancienne division administrative française située dans le département de l'Eure et la région Haute-Normandie.

## Histoire
Le canton a été créé en 1982 en scindant en trois l'ancien canton d'Évreux-Sud.

## Administration
| Période | Période | Identité                   | Étiquette | Qualité |
| ------- | ------- | -------------------------- | --------- | --- |
| 1982    | 1992    | Gabriel Malard (1920-2008) | RPR       | Maire de Saint-Sébastien-de-Morsent (1959-1989)                                                                        |
| 1992    | 1998    | Catherine Nicolas          | RPR       | Mère de famille Conseillère municipale d'Évreux (1995-2001) Députée (1993-1997)                                        |
| 1998    | 2015    | Gérard Silighini           | PS        | Chef d'entreprise Conseiller municipal (et ancien adjoint au maire) d'Évreux Premier Vice-président du Conseil général |

## Composition
Le canton d'Évreux-Ouest regroupait six communes et comptait 18 123 habitants (recensement de 1999 sans doubles comptes).
| Communes                   | Population (2012) | Code postal | Code Insee |
| -------------------------- | ----------------- | ----------- | ---------- |
| Arnières-sur-Iton          | 1 500             | 27180       | 27020      |
| Aulnay-sur-Iton            | 590               | 27180       | 27023      |
| Caugé                      | 746               | 27180       | 27132      |
| Claville                   | 1 031             | 27180       | 27161      |
| Évreux                     | 51 198 (1)        | 27000       | 27229      |
| Saint-Sébastien-de-Morsent | 3 812             | 27180       | 27602      |

(1) fraction de commune.

## Démographie
| 2012   |
| ------ |
| 19 118 |